# ژانگ فنگلیو
ژانگ فنگلیو (انگلیسی: Zhang Fengliu؛ زادهٔ ۱۵ نوامبر ۱۹۸۹) کشتی‌گیر زن اهل چین است.